# Caecilia Metella (Gattin des Scipio Nasica)
Caecilia Metella war ein Mitglied des altrömischen Plebejergeschlechts der Caecilier (Meteller) und die Tochter des Konsuls von 143 v. Chr., Quintus Caecilius Metellus Macedonicus.
Vier ihrer Brüder erreichten ebenfalls das Konsulat: Quintus Caecilius Metellus Balearicus 123 v. Chr., Lucius Caecilius Metellus Diadematus 117 v. Chr., Marcus Caecilius Metellus 115 v. Chr. und Gaius Caecilius Metellus Caprarius 113 v. Chr. Ferner hatte Caecilia Metella eine gleichnamige Schwester, die mit Gaius Servilius Vatia vermählt war. Caecilia Metella heiratete den Konsul von 111 v. Chr., Publius Cornelius Scipio Nasica Serapio. Sie hatten einen Sohn namens Publius Cornelius Scipio Nasica, der 93 v. Chr. als Prätor amtierte. Ihr Enkel war der Konsul von 52 v. Chr., Quintus Caecilius Metellus Pius Scipio.